# Piana di Mezzo
Piana di Mezzo è un'isola dell'Italia, nel Lazio.